# Amt Limberg

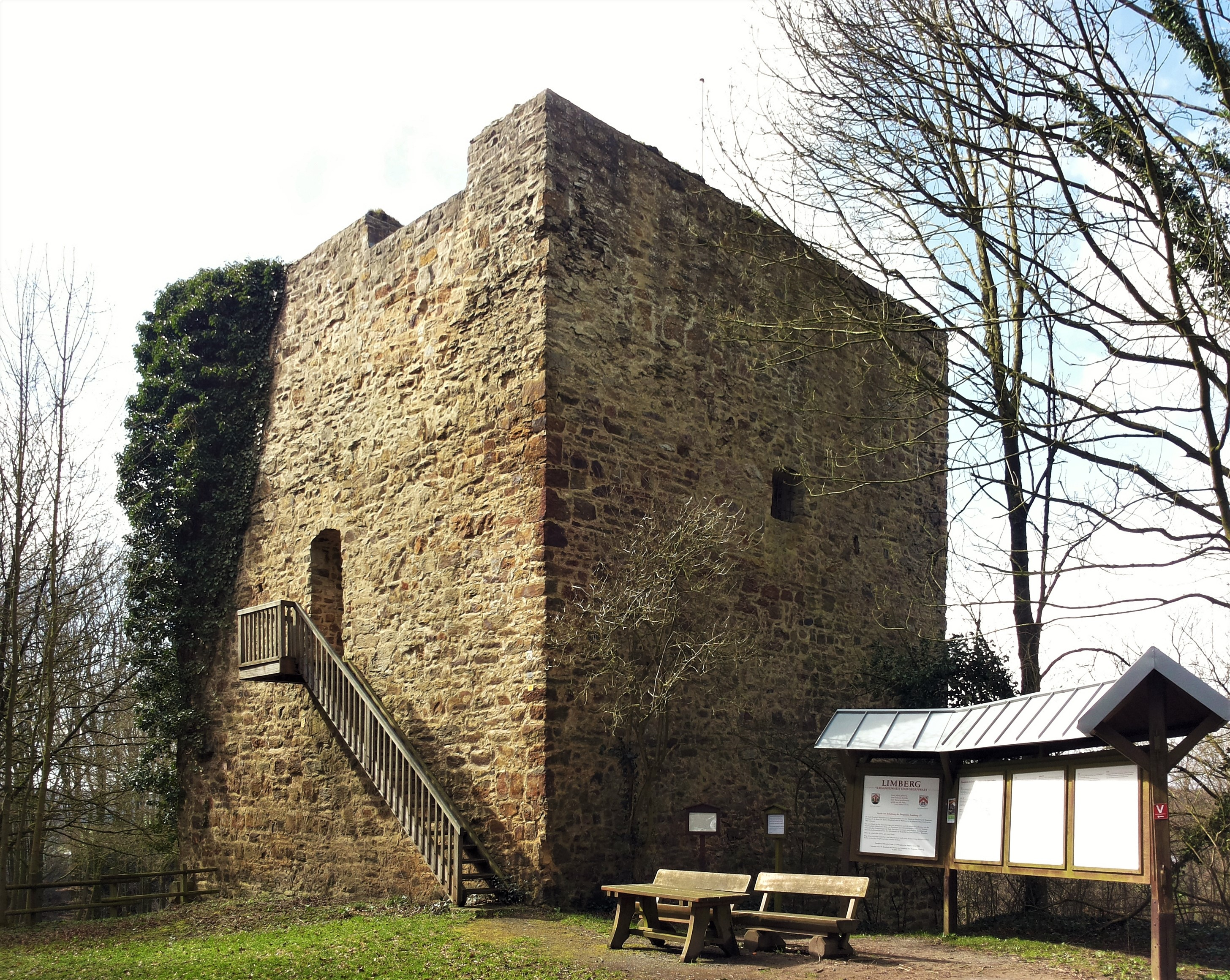
Ruine der Burg Limberg, bis 1695 Sitz des Amtes Limberg

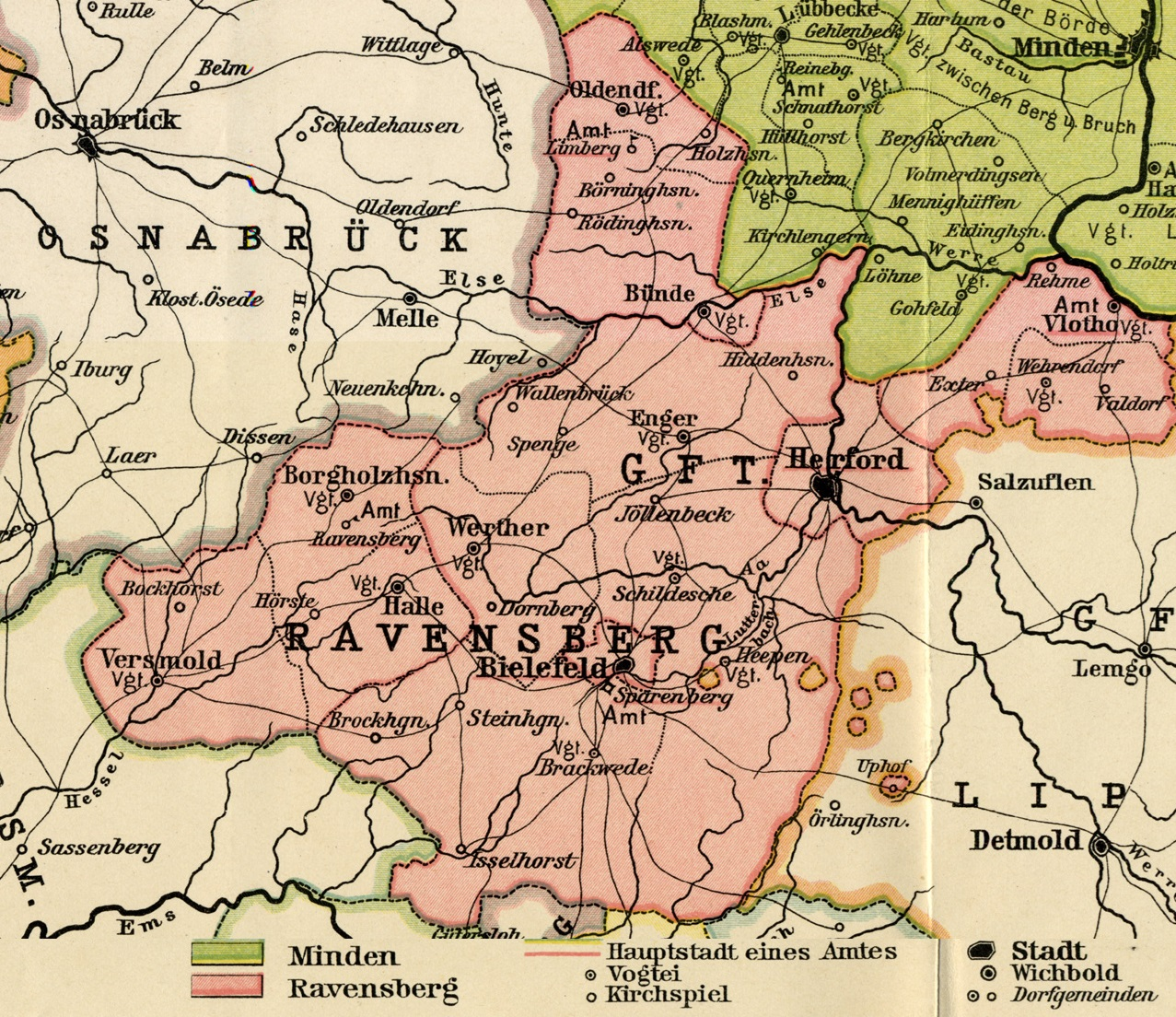
Ämter und Vogteien der Grafschaft Ravensberg

Das Amt Limberg war eines von vier Ämtern der bis 1807 bestehenden ostwestfälischen Grafschaft Ravensberg. Sein Gebiet gehört heute zur Stadt Bünde und zur Gemeinde Rödinghausen im Kreis Herford sowie zur Stadt Preußisch Oldendorf im Kreis Minden-Lübbecke.

## Geographie
Das Amt erstreckte beiderseits des Wiehengebirges. Die namensgebende Burg Limberg, die heute nur noch als Ruine erhalten ist, befand sich in der Mitte des Amtes auf dem Kamm des Wiehengebirges. Im 18. Jahrhundert grenzte das Amt im Westen an das Hochstift Osnabrück, im Norden und Osten an das Fürstentum Minden und im Süden an das ravensbergische Amt Sparrenberg. Seine Fläche betrug ca. 121 km².

## Gliederung
Das Amt Limberg bestand aus den beiden Vogteien Bünde und Oldendorf, die ihrerseits in Kirchspiele, Amtsstädte, Dörfer, Bauerschaften und adlige Güter untergliedert waren. Im Jahre 1799 hatte das Amt die folgende Gliederung:

### Vogtei Bünde
Die Vogtei Bünde umfasste die drei Kirchspiele Börninghausen, Bünde und Rödinghausen.
- Zum Kirchspiel Börninghausen gehörten die Bauerschaften Börninghausen und Eininghausen sowie das adlige Gut Figenburg.
- Zum Kirchspiel Bünde gehörten die Amtsstadt Bünde, die Bauerschaften Ahle, Ennigloh, Holsen und Muckum sowie die adligen Güter Bruchmühlen (teilweise) und Hölzernklinke.
- Zum Kirchspiel Rödinghausen gehörten die Bauerschaften Bieren, Ostkilver, Rödinghausen, Schwenningdorf und Westkilver sowie die adligen Güter Böckel, Kilver und Waghorst.

### Vogtei Oldendorf
Die Vogtei Oldendorf umfasste die beiden Kirchspiele Holzhausen und Oldendorf.
- Zum Kirchspiel Holzhausen gehörten die Bauerschaften Heddinghausen und Holzhausen sowie die adligen Güter Crollage, Holzhausen und Hudenbeck.

- Zum Kirchspiel Oldendorf gehörten die die Amtsstadt Oldendorf, die Bauerschaften Engershausen, Getmold, Harlinghausen, Offelten und Schröttinghausen sowie die adligen Güter Groß Engershausen, Klein Engershausen, Offelten, Harlinghausen und Hüffe.

## Geschichte
Als Vertreter des jeweiligen Landesherren der Grafschaft Ravensberg stand dem Amt Limburg ein Drost vor. Die Drosten des Amtes hatten bis 1695 ihren Sitz auf der Burg Limberg. Im Zuge der Neuordnung Deutschlands durch Napoleon I. wurde die Grafschaft Ravensberg 1807 dem Königreich Westphalen eingegliedert. Dort wurde eine neue Verwaltungsstruktur nach französischem Vorbild eingerichtet, in der das Amt Limberg nicht mehr vorkam. Sein Gebiet wurde auf die Kantone Bünde und Oldendorf des Königreichs aufgeteilt. Von 1811 bis 1813 war es von Frankreich annektiert. Nachdem das Gebiet des alten Amtes 1813 wieder an Preußen gefallen war, wurde es 1816 auf die neuen Kreise Bünde und Rahden der Provinz Westfalen aufgeteilt.

## Einwohnerentwicklung
| Jahr | Amt Limberg | Quelle |
| ---- | ----------- | ------ |
| 1787 | 8768        | [ 3 ]  |
| 1796 | 8888        | [ 4 ]  |

## Drosten
Die Drosten des Amtes sind nur unvollständig und ohne genaue Angabe ihrer Amtszeit überliefert.
- 14. Jahrhundert
  - Egbert von Enniglo
  - Dethard von Schloen
- 15. Jahrhundert
  - Alhard von dem Bussche
  - Lambert von Bewessen
  - Reineke von Schloen
- 16. Jahrhundert
  - Wilhelm von Ledebur
  - Lubbert von Wendt
  - Jost von Wendt
  - Alhard von Aspelkamp
  - Herbort von Pladiese
  - Bernhard von Varendorff
  - Reineke von Schloen gen. Tribbe
  - Johann von Haßfurt
- 17. Jahrhundert
  - Johann Ledebur-Ketteler
  - Jobst Wilhelm von Kappel
  - Clamor von dem Bussche
  - Heinrich von Münch
- 18. Jahrhundert
  - Friedrich Joachim von Münch
  - Johann Heinrich Velhage
  - Albrecht Ehrentreich von Rohr